# 栄町停留場 (東京都)
栄町停留場（さかえちょうていりゅうじょう）は、東京都北区栄町にある東京都交通局都電荒川線（東京さくらトラム）の停留場である。駅番号はSA 15。

## 歴史
- 1913年（大正2年）10月31日：王子電気軌道が梶原停留場から延伸した際に、山下停留場として開業。
- 1942年（昭和17年）2月1日：王子電気軌道の東京市への事業譲渡により、東京市電（現・東京都電車）荒川線の停留場となる。
- 1953年（昭和28年）：栄町停留場に改称。

## 停留場構造
相対式ホーム2面2線を有する。ホームが他の電停に比べ狭くなっている。
| 乗車ホーム | 路線                            | 方向 | 行先         |
| ---------- | ------------------------------- | ---- | ------------ |
| 北側       | 都電荒川線 （東京さくらトラム） | 上り | 三ノ輪橋方面 |
| 南側       | 都電荒川線 （東京さくらトラム） | 下り | 早稲田方面   |

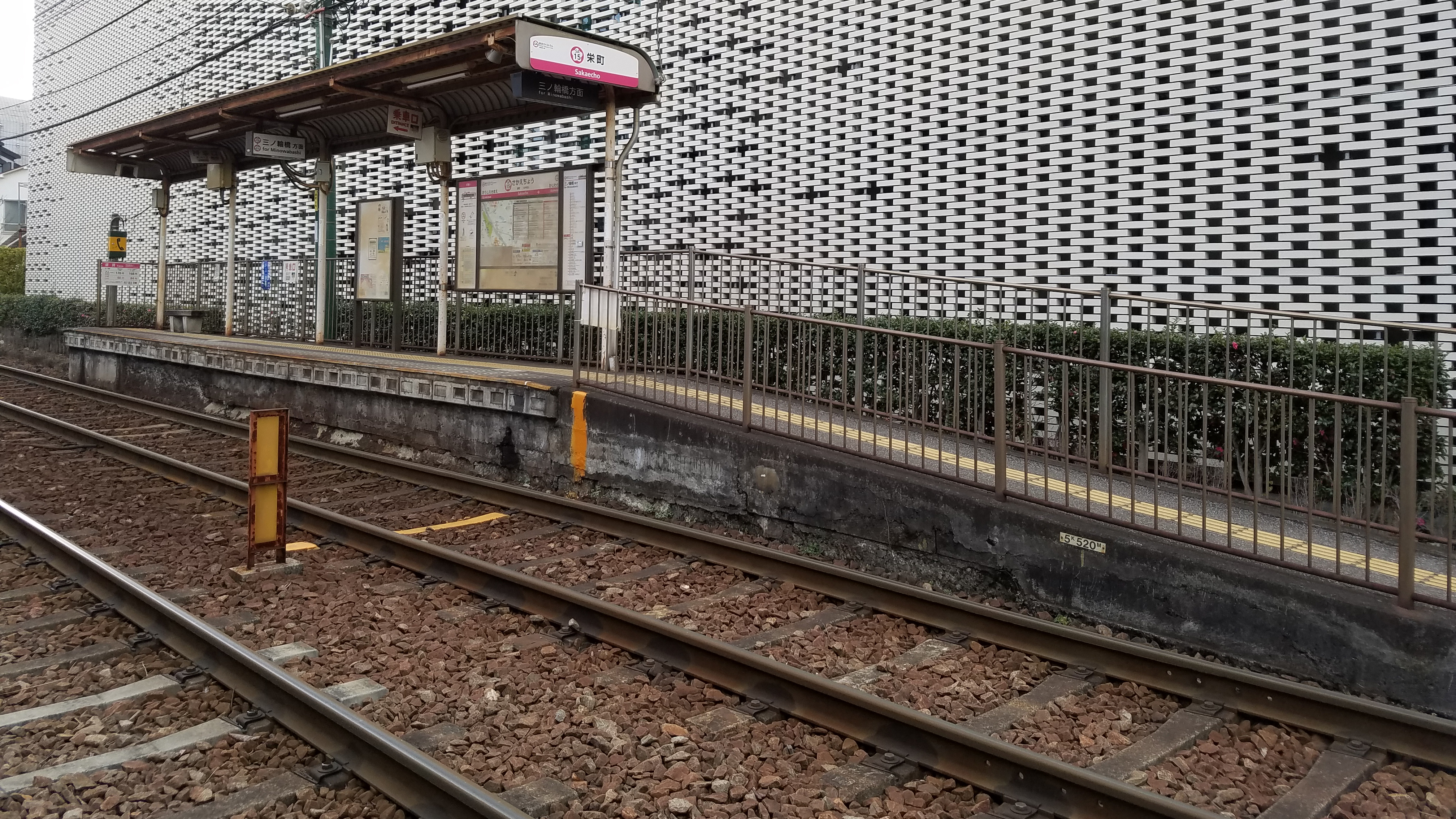
三ノ輪橋方面ホーム（2021年2月）
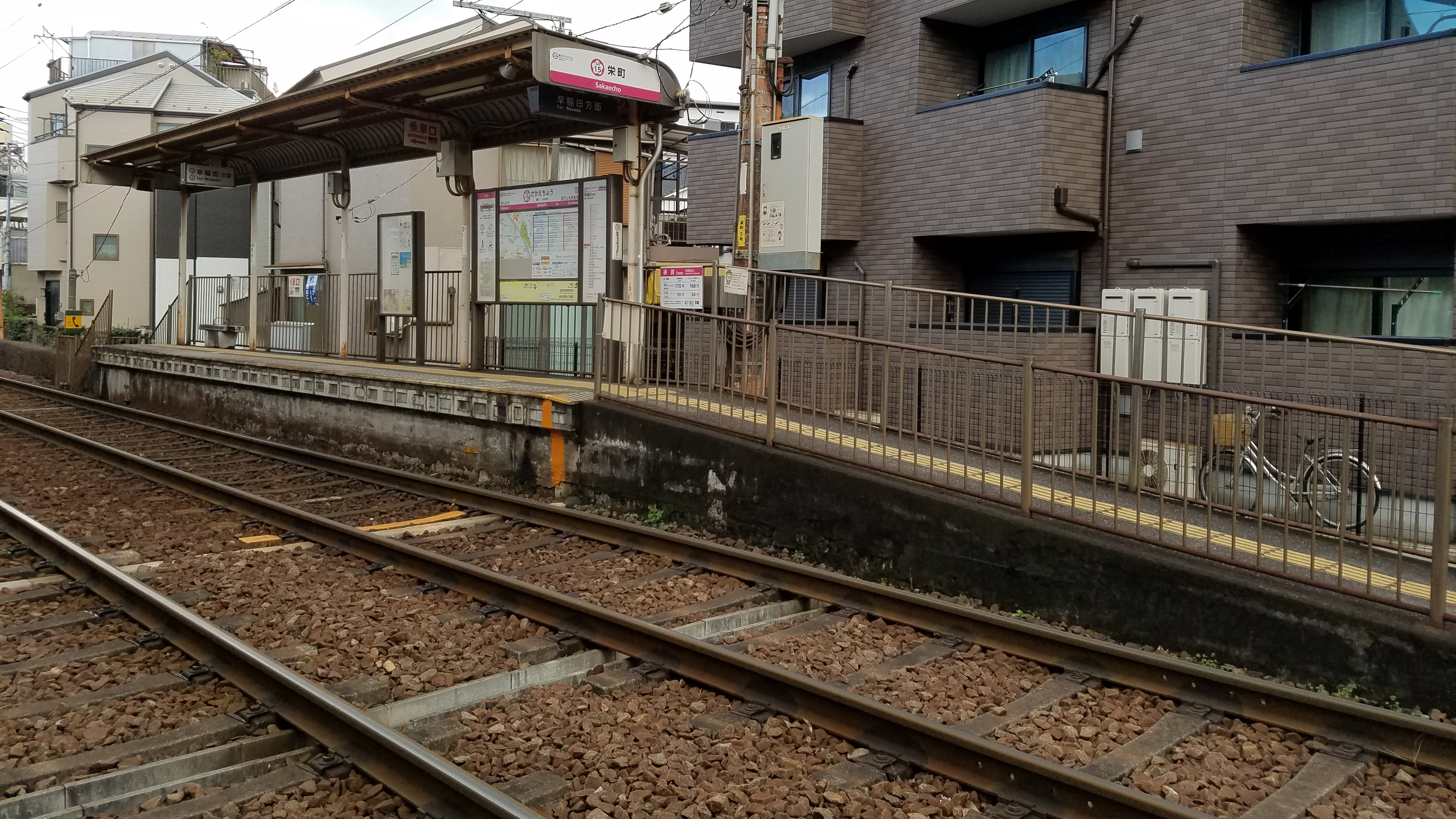
早稲田方面ホーム（2021年2月）

## 停留場周辺
- 安部学院高等学校
- コーセー研究所
- アルビオン研究所
- コーナン王子堀船店

## 隣の停留場
東京都交通局
 都電荒川線（東京さくらトラム）
梶原停留場 (SA 14) - 栄町停留場 (SA 15) - 王子駅前停留場 (SA 16)